# 2020-as Michelin Le Mans-kupa
A '2020-as Michelin Le Mans-kupa a sorozat 5. idénye volt. A szezon a Automobile Club de l'Ouest (ACO) szervezésével került megrendezésre. A sorozatban Le Mans és GT-tipusú autók vettek részt. 
A szezon eredetileg április 4-én indult volna a Circuit de Barcelona-Catalunya versenypályán és október 24-én fejeződött volna be az Algarve International Circuit aszfaltcsíkján, azonban a koronavírus-járvány következtében jelentős mértékben módsult a versenynaptár összetétele. Ennek értelmében a szezon július 18-án indult el a Circuit Paul Ricardon és az eredetileg tervezett helyen ért véget november 1-jén.
| Bajnokok  | Bajnokok           | Bajnokok                         |
| Kategória | Csapat             | Versenyzők                       |
| --------- | ------------------ | -------------------------------- |
| LMP3      | #3 DKR Engineering | Jean Glorieux Laurents Hörr      |
| GT3       | #8 Iron Lynx       | Giacomo Piccini Rino Mastronardi |

## Versenynaptár
| Forduló           | Helyszín                       | Pályarajz | Dátum             |
| ----------------- | ------------------------------ | --------- | ----------------- |
| 1                 | Circuit Paul Ricard            |           | július 18.        |
| 2                 | Circuit de Spa-Francorchamps   |           | augusztus 8.      |
| 3                 | Circuit Paul Ricard            |           | augusztus 29.     |
| 4                 | Circuit de la Sarthe           |           | szeptember 18–19. |
| 5                 | Autodromo Nazionale di Monza   |           | október 10.       |
| 6                 | Algarve International Circuit  |           | november 1.       |
| Törölt versenyek: |                                |           |                   |
| –                 | Circuit de Barcelona-Catalunya |           | április 4.        |

## Csapatok és versenyzők
| LMP3                      | LMP3               | LMP3 | LMP3                    | LMP3      |
| Csapatok                  | Autó               | #    | Versenyzők              | Forduló   |
| ------------------------- | ------------------ | ---- | ----------------------- | --------- |
| DKR Engineering           | Duqueine M30 - D08 | 3    | Jean Glorieux           | összes    |
| DKR Engineering           | Duqueine M30 - D08 | 3    | Laurents Hörr           | összes    |
| CD Sport                  | Ligier JS P320     | 5    | Nicholas Adcock         | összes    |
| CD Sport                  | Ligier JS P320     | 5    | Michael Jensen          | összes    |
| CD Sport                  | Ligier JS P320     | 6    | Jacques Wolff           | összes    |
| CD Sport                  | Ligier JS P320     | 6    | Joffrey de Narda        | 1–3, 5–6  |
| CD Sport                  | Ligier JS P320     | 6    | Kévin Bole Besançon     | 4         |
| Nielsen Racing            | Duqueine M30 - D08 | 7    | Colin Noble             | összes    |
| Nielsen Racing            | Duqueine M30 - D08 | 7    | Anthony Wells           | összes    |
| Nielsen Racing            | Duqueine M30 - D08 | 10   | Garett Grist            | összes    |
| Nielsen Racing            | Duqueine M30 - D08 | 10   | Rob Hodes               | összes    |
| Racing Experience         | Duqueine M30 - D08 | 11   | David Hauser            | 1–3, 5    |
| Racing Experience         | Duqueine M30 - D08 | 11   | Yury Wagner             | 1, 3      |
| Racing Experience         | Duqueine M30 - D08 | 11   | Nicolas Melin           | 2, 4–6    |
| Racing Experience         | Duqueine M30 - D08 | 11   | Gary Hauser             | 4, 6      |
| Grainmarket Racing        | Duqueine M30 - D08 | 20   | Mark Crader             | 1–2, 5    |
| Grainmarket Racing        | Duqueine M30 - D08 | 20   | Alex Mortimer           | 1–2, 5    |
| Mühlner Motorsport        | Duqueine M30 - D08 | 21   | Moritz Kranz            | összes    |
| Mühlner Motorsport        | Duqueine M30 - D08 | 21   | Tom Cloet               | 1–3       |
| Mühlner Motorsport        | Duqueine M30 - D08 | 21   | Gilles Magnus           | 4         |
| Mühlner Motorsport        | Duqueine M30 - D08 | 21   | Alex Kapadia            | 5–6       |
| United Autosports         | Ligier JS P320     | 23   | Wayne Boyd              | összes    |
| United Autosports         | Ligier JS P320     | 23   | John Schauerman         | összes    |
| United Autosports         | Ligier JS P320     | 24   | Andy Meyrick            | összes    |
| United Autosports         | Ligier JS P320     | 24   | Daniel Schneider        | összes    |
| Graff                     | Ligier JS P320     | 26   | Matthias Kaiser         | összes    |
| Graff                     | Ligier JS P320     | 26   | Rory Penttinen          | összes    |
| MV2S Racing               | Ligier JS P320     | 27   | Christophe Cresp        | összes    |
| MV2S Racing               | Ligier JS P320     | 27   | Bruce Jouanny           | 1, 4      |
| MV2S Racing               | Ligier JS P320     | 27   | Fabien Lavergne         | 2–3, 5–6  |
| Cool Racing               | Ligier JS P320     | 37   | Edouard Cauhaupe        | összes    |
| Cool Racing               | Ligier JS P320     | 37   | Nicolas Maulini         | összes    |
| Cool Racing               | Ligier JS P320     | 69   | Maurice Smith           | összes    |
| Cool Racing               | Ligier JS P320     | 69   | Ben Barnicoat           | 1         |
| Cool Racing               | Ligier JS P320     | 69   | Matt Bell               | 2–6       |
| Rinaldi Racing            | Duqueine M30 - D08 | 55   | Alexander Mattschull    | 1, 3–4, 6 |
| Rinaldi Racing            | Duqueine M30 - D08 | 55   | Daniel Keilwitz         | 1, 3      |
| Rinaldi Racing            | Duqueine M30 - D08 | 55   | Nicolas Schatz          | 4         |
| Rinaldi Racing            | Duqueine M30 - D08 | 55   | Nicolás Varrone         | 6         |
| Rinaldi Racing            | Duqueine M30 - D08 | 66   | Steve Parrow            | 1–4, 6    |
| Rinaldi Racing            | Duqueine M30 - D08 | 66   | Dominik Schwager        | 1–4, 6    |
| Motorsport98              | Ligier JS P320     | 98   | Eric De Doncker         | 1–3, 5–6  |
| Motorsport98              | Ligier JS P320     | 98   | Dino Lunardi            | 1–3, 5–6  |
| GT3                       |                    |      |                         |           |
| Pzoberer Zürichsee by TFT | Porsche 911 GT3 R  | 2    | Julien Andlauer         | 1, 3–6    |
| Pzoberer Zürichsee by TFT | Porsche 911 GT3 R  | 2    | Nicolas Leutwiler       | 1, 3–6    |
| Iron Lynx                 | Ferrari 488 GT3    | 8    | Giacomo Piccini         | összes    |
| Iron Lynx                 | Ferrari 488 GT3    | 8    | Rino Mastronardi        | összes    |
| Iron Lynx                 | Ferrari 488 GT3    | 9    | Michelle Gatting        | 1–2, 6    |
| Iron Lynx                 | Ferrari 488 GT3    | 9    | Deborah Mayer           | 1–2, 6    |
| Iron Lynx                 | Ferrari 488 GT3    | 9    | Paolo Ruberti           | 4         |
| Iron Lynx                 | Ferrari 488 GT3    | 9    | Murad Szultanov         | 4         |
| Iron Lynx                 | Ferrari 488 GT3    | 9    | Niccolò Schirò          | 5         |
| Iron Lynx                 | Ferrari 488 GT3    | 9    | Emanuele Maria Tabacchi | 5         |
| Iron Lynx                 | Ferrari 488 GT3    | 77   | Andrea Piccini          | összes    |
| Iron Lynx                 | Ferrari 488 GT3    | 77   | Claudio Schiavoni       | összes    |
| Kessel Racing             | Ferrari 488 GT3    | 50   | Oliver Hancock          | összes    |
| Kessel Racing             | Ferrari 488 GT3    | 50   | John Hartshorne         | összes    |
| Kessel Racing             | Ferrari 488 GT3    | 67   | Murad Szultanov         | 1–3       |
| Kessel Racing             | Ferrari 488 GT3    | 67   | Paolo Ruberti           | 1–2       |
| Kessel Racing             | Ferrari 488 GT3    | 67   | Andrea Belicchi         | 3         |
| Kessel Racing             | Ferrari 488 GT3    | 67   | Murat Cuhadaroglu       | 4–5       |
| Kessel Racing             | Ferrari 488 GT3    | 67   | Nicola Cadei            | 4         |
| Kessel Racing             | Ferrari 488 GT3    | 67   | David Fumanelli         | 5         |
| Kessel Racing             | Ferrari 488 GT3    | 74   | Michael Broniszewski    | összes    |
| Kessel Racing             | Ferrari 488 GT3    | 74   | David Perel             | összes    |
| Spirit of Race            | Ferrari 488 GT3    | 51   | Gunnar Jeannette        | 4         |
| Spirit of Race            | Ferrari 488 GT3    | 51   | Rodrigo Sales           | 4         |
| Forrás:                   |                    |      |                         |           |

## Eredmények

### Összefoglaló

#### LMP3
| Verseny | Helyszín                      | Pole-pozíció                     | Leggyorsabb kör                  | Győztes                          | Listavezető        | Előny |
| ------- | ----------------------------- | -------------------------------- | -------------------------------- | -------------------------------- | ------------------ | ----- |
| 1       | Circuit Paul Ricard           | #3 DKR Engineering               | #69 Cool Racing                  | #3 DKR Engineering               | #3 DKR Engineering | 8     |
| 1       | Circuit Paul Ricard           | Jean Glorieux Laurents Hörr      | Maurice Smith Ben Barnicoat      | Jean Glorieux Laurents Hörr      | #3 DKR Engineering | 8     |
| 2       | Circuit de Spa-Francorchamps  | #37 Cool Racing                  | #23 United Autosports            | #37 Cool Racing                  | #3 DKR Engineering | 18    |
| 2       | Circuit de Spa-Francorchamps  | Edouard Cauhaupe Nicolas Maulini | Wayne Boyd John Schauerman       | Edouard Cauhaupe Nicolas Maulini | #3 DKR Engineering | 18    |
| 3       | Circuit Paul Ricard           | #26 Graff                        | #21 Mühlner Motorsport           | #69 Cool Racing                  | #3 DKR Engineering | 12    |
| 3       | Circuit Paul Ricard           | Matthias Kaise Rory Penttinen    | Moritz Kranz Tom Cloet           | Maurice Smith Matt Bell          | #3 DKR Engineering | 12    |
| 4       | Circuit de la Sarthe          | #23 United Autosports            | #69 Cool Racing                  | #3 DKR Engineering               | #3 DKR Engineering | 23    |
| 4       | Circuit de la Sarthe          | Wayne Boyd John Schauerman       | Maurice Smith Matt Bell          | Jean Glorieux Laurents Hörr      | #3 DKR Engineering | 23    |
| 4       | Circuit de la Sarthe          | #37 Cool Racing                  | #37 Cool Racing                  | #37 Cool Racing                  | #3 DKR Engineering | 19    |
| 4       | Circuit de la Sarthe          | Edouard Cauhaupe Nicolas Maulini | Edouard Cauhaupe Nicolas Maulini | Edouard Cauhaupe Nicolas Maulini | #3 DKR Engineering | 19    |
| 5       | Autodromo Nazionale di Monza  | #37 Cool Racing                  | #3 DKR Engineering               | #3 DKR Engineering               | #3 DKR Engineering | 25    |
| 5       | Autodromo Nazionale di Monza  | Edouard Cauhaupe Nicolas Maulini | Jean Glorieux Laurents Hörr      | Jean Glorieux Laurents Hörr      | #3 DKR Engineering | 25    |
| 6       | Algarve International Circuit | #37 Cool Racing                  | #69 Cool Racing                  | #7 Nielsen Racing                | #3 DKR Engineering | 31    |
| 6       | Algarve International Circuit | Edouard Cauhaupe Nicolas Maulini | Maurice Smith Matt Bell          | Colin Noble Anthony Wells        | #3 DKR Engineering | 31    |

#### GT3
| Verseny | Helyszín                      | Pole-pozíció                     | Leggyorsabb kör                   | Győztes                           | Listavezető  | Előny |
| ------- | ----------------------------- | -------------------------------- | --------------------------------- | --------------------------------- | ------------ | ----- |
| 1       | Circuit Paul Ricard           | #8 Iron Lynx                     | #77 Iron Lynx                     | #8 Iron Lynx                      | #8 Iron Lynx | 8     |
| 1       | Circuit Paul Ricard           | Giacomo Piccini Rino Mastronardi | Andrea Piccini Claudio Schiavoni  | Giacomo Piccini Rino Mastronardi  | #8 Iron Lynx | 8     |
| 2       | Circuit de Spa-Francorchamps  | #8 Iron Lynx                     | #74 Kessel Racing                 | #8 Iron Lynx                      | #8 Iron Lynx | 19    |
| 2       | Circuit de Spa-Francorchamps  | Giacomo Piccini Rino Mastronardi | Michael Broniszewski David Perel  | Giacomo Piccini Rino Mastronardi  | #8 Iron Lynx | 19    |
| 3       | Circuit Paul Ricard           | #74 Kessel Racing                | #8 Iron Lynx                      | #2 Pzoberer Zürichsee by TFT      | #8 Iron Lynx | 22    |
| 3       | Circuit Paul Ricard           | Michael Broniszewski David Perel | Giacomo Piccini Rino Mastronardi  | Julien Andlauer Nicolas Leutwiler | #8 Iron Lynx | 22    |
| 4       | Circuit de la Sarthe          | #74 Kessel Racing                | #2 Pzoberer Zürichsee by TFT      | #8 Iron Lynx                      | #8 Iron Lynx | 34    |
| 4       | Circuit de la Sarthe          | Michael Broniszewski David Perel | Julien Andlauer Nicolas Leutwiler | Giacomo Piccini Rino Mastronardi  | #8 Iron Lynx | 34    |
| 4       | Circuit de la Sarthe          | #8 Iron Lynx                     | #74 Kessel Racing                 | #74 Kessel Racing                 | #8 Iron Lynx | 34    |
| 4       | Circuit de la Sarthe          | Giacomo Piccini Rino Mastronardi | Michael Broniszewski David Perel  | Michael Broniszewski David Perel  | #8 Iron Lynx | 34    |
| 5       | Autodromo Nazionale di Monza  | #8 Iron Lynx                     | #2 Pzoberer Zürichsee by TFT      | #2 Pzoberer Zürichsee by TFT      | #8 Iron Lynx | 32    |
| 5       | Autodromo Nazionale di Monza  | Giacomo Piccini Rino Mastronardi | Julien Andlauer Nicolas Leutwiler | Julien Andlauer Nicolas Leutwiler | #8 Iron Lynx | 32    |
| 6       | Algarve International Circuit | #8 Iron Lynx                     | #2 Pzoberer Zürichsee by TFT      | #8 Iron Lynx                      | #8 Iron Lynx | 40    |
| 6       | Algarve International Circuit | Giacomo Piccini Rino Mastronardi | Julien Andlauer Nicolas Leutwiler | Giacomo Piccini Rino Mastronardi  | #8 Iron Lynx | 40    |

Pontrendszer
| Pozíció | 1. | 2. | 3. | 4. | 5. | 6. | 7. | 8. | 9. | 10. | További | első rajtkocka |
| ------- | -- | -- | -- | -- | -- | -- | -- | -- | -- | --- | ------- | -------------- |
| Pont    | 25 | 18 | 15 | 12 | 10 | 8  | 6  | 4  | 2  | 1   | 0,5     | 1              |
| Le Mans | 15 | 9  | 7  | 6  | 5  | 4  | 3  | 2  | 1  | 0,5 | 0,5     | 1              |

### Végeredmény

#### LMP3
| Helyezés | Csapat                 | Autó               | RIC | SPA | LEC | LMS | LMS | MNZ | POR | Pont |
| -------- | ---------------------- | ------------------ | --- | --- | --- | --- | --- | --- | --- | ---- |
| 1.       | #3 DKR Engineering     | Duqueine M30 - D08 | 1   | 2   | 4   | 1   | 2   | 1   | 3   | 120  |
| 2.       | #37 Cool Racing        | Ligier JS P320     | Ki  | 1   | 5   | 2   | 1   | 2   | 6   | 89   |
| 3.       | #26 Graff              | Ligier JS P320     | 3   | 5   | 2   | 13  | 5   | 3   | 7   | 70,5 |
| 4.       | #69 Cool Racing        | Ligier JS P320     | 5   | 7   | 1   | 3   | 3   | 8   | Ki  | 59   |
| 5.       | #7 Nielsen Racing      | Duqueine M30 - D08 | 14  | 3   | 6   | 11  | 4   | Ki  | 1   | 55   |
| 6.       | #98 Motorsport98       | Ligier JS P320     | 2   | 6   | Ki  |     |     | 5   | 8   | 40   |
| 7.       | #21 Mühlner Motorsport | Duqueine M30 - D08 | 4   | 11  | 11  | 7   | 12  | Ki  | 2   | 34,5 |
| 8.       | #23 United Autosports  | Ligier JS P320     | 12  | 4   | 9   | 5   | Ki  | 9   | 4   | 34,5 |
| 9.       | #24 United Autosports  | Ligier JS P320     | 6   | Ki  | 3   | 4   | 10  | Ki  | Ki  | 29,5 |
| 10.      | #10 Nielsen Racing     | Duqueine M30 - D08 | 9   | 9   | 7   | 9   | 9   | 4   | Ki  | 24   |
| 11.      | #6 CD Sport            | Ligier JS P320     | 13  | 13  | 8   | Ki  | 8   | 7   | 9   | 15   |
| 12.      | #27 MV2S Racing        | Ligier JS P320     | 7   | 10  | 12  | 8   | 6   | 11  | Ki  | 14   |
| 13.      | #55 Rinaldi Racing     | Duqueine M30 - D08 | 10  |     | 10  | 12  | 13  |     | 5   | 13   |
| 14.      | #20 Grainmarket Racing | Duqueine M30 - D08 | 8   | Ki  |     |     |     | 6   |     | 12   |
| 15.      | #11 Racing Experience  | Duqueine M30 - D08 | Ki  | 8   | Ki  | 6   | 7   | 10  | Vi  | 12   |
| 16.      | #66 Rinaldi Racing     | Duqueine M30 - D08 | Ki  | 12  | 14  | 10  | 11  |     | 10  | 3    |
| 17.      | #5 CD Sport            | Ligier JS P320     | 11  | 14  | 13  | Ki  | Ki  | Ki  | Ki  | 1,5  |
| Helyezés | Csapat                 | Autó               | RIC | SPA | LEC | LMS | LMS | MNZ | POR | Pont |

#### GT3
| Helyezés | Csapat                       | Autó              | RIC | SPA | LEC | LMS | LMS | MNZ | POR | Pont |
| -------- | ---------------------------- | ----------------- | --- | --- | --- | --- | --- | --- | --- | ---- |
| 1.       | #8 Iron Lynx                 | Ferrari 488 GT3   | 1   | 1   | 3   | 1   | 3   | 3   | 1   | 132  |
| 2.       | #74 Kessel Racing            | Ferrari 488 GT3   | Ki  | 2   | 2   | 2   | 1   | 4   | 2   | 92   |
| 3.       | #2 Pzoberer Zürichsee by TFT | Porsche 911 GT3 R | Ki  |     | 1   | 5   | Ki  | 1   | 3   | 70   |
| 4.       | #67 Kessel Racing            | Ferrari 488 GT3   | 2   | 3   | 4   | 6   | 2   | 7   |     | 64   |
| 5.       | #50 Kessel Racing            | Ferrari 488 GT3   | 4   | 4   | 6   | 4   | 6   | 6   | 4   | 62   |
| 6.       | #77 Iron Lynx                | Ferrari 488 GT3   | 3   | Ni  | 5   | 3   | 4   | 5   | Vi  | 48   |
| 7.       | #9 Iron Lynx                 | Ferrari 488 GT3   | 5   | Ki  |     | Ki  | 5   | 2   | Vi  | 33   |
| 8.       | #51 Spirit of Race           | Ferrari 488 GT3   |     |     |     | Ni  | 7   |     |     | 3    |
| Helyezés | Csapat                       | Autó              | RIC | SPA | LEC | LMS | LMS | MNZ | POR | Pont |